# Die So Fluid
Die So Fluid ist eine britische Hard-Rock-, Alternative-Metal- und Alternative-Rock-Musikgruppe, die 2001 in London gegründet wurde.

## Geschichte
Die So Fluid wurde 2001 von der aus Kent stammenden Sängerin und Bassistin Grog (eigentlich Georgina Prebble) ins Leben gerufen, die bereits seit ihrer Kindheit musiziert und singt. Ihre Mutter ist Klavierlehrerin, sie wuchs mit der Rockband ihrer älteren Brüder auf und besuchte eine Kunsthochschule. Die beiden anderen Bandmitglieder, Drew Richards und Al Fletcher, waren früher bereits in andere Musikprojekte involviert, etwa bei Miranda Sex Garden oder Lee Perry. Grog sang und spielte einst in ihrer Band Flinch. Diese galt als eine der vielversprechendsten englischen Rockgruppen des Jahres 1994. Nach der Auflösung der Band gründete sie 1995 die Rockband Feline, die bis 1999 bestand. Bereits bei Feline wirkte Drew Richards als Gitarrist mit, wie auch in Grogs Nachfolgeband Ultraviolet. Im Anschluss wurde Die So Fluid aus der Taufe gehoben.
Der Bandname soll Grog zufolge zweideutig und poetisch sein. Die Frontfrau, deren Spitzname bereits seit ihrer Kindheit besteht, meint, mit dem Moment der Geburt beginne das Sterben und das Bedürfnis, etwas zurückzulassen und sich zu verewigen, was der Name Die So Fluid ausdrücken soll.
Bereits 2001 veröffentlichte die Band die EP Operation Hypocrite. Zahlreiche Konzerte als Vorgruppe für Bands wie Drowning Pool, Vex Red, Clawfinger oder Feeder folgten. Um Die So Fluid finanziell am Leben zu erhalten und um den eigenen Bekanntheitsgrad zu steigern, verdingte sich Frontfrau Grog in den Anfangsjahren bei den Live-Bands von Melanie C und Kelly Osbourne als Bassistin und sang teilweise im Hintergrund.
2004 erschien schließlich in Großbritannien das Debütalbum der Band Spawn of Dysfunction. 2005 wurde es auch in Finnland und den USA veröffentlicht, wo sich Die So Fluid, neben ihrem Heimatland, einen ansehnlichen Bekanntheitsgrad erspielen konnten. 2005 wurde mit Gang of One, in dem Grog ihre traumatischen Erfahrungen mit einer Alkoholvergiftung verarbeitet, das erste Lied des Nachfolgealbums geschrieben. Dieses, Not Everybody Gets a Happy Ending genannt, erschien dann 2008. Infolge des wachsenden Bekanntheitsgrades der Band auch in Deutschland, wurde nun Ende 2008 auch Spawn of Dysfunction, das bislang nur als Import erhältlich war, offiziell unter dem Label Tiefdruck-Musik hier zu Lande veröffentlicht. Beide Alben erfuhren auch in Deutschland Kritikerlob. Im Juni 2010 veröffentlichte die Band ihr drittes Studioalbum unter dem Titel The World Is Too Big for One Lifetime.

## Diskografie

### Alben
- 2004: Spawn of Dysfunction
- 2008: Not Everybody Gets a Happy Ending
- 2010: The World Is Too Big for One Lifetime
- 2014: The Opposites of Light
- 2018: One Bullet from Paradise
- 2024: About a Burning Fire

### EPs
- 2001: Operation Hypocrite
- 2001: Suck Me Dry
- 2002: Disconnected

### Singles
- 2001: Suck Me Dry
- 2002: Disconnected
- 2005: Spawn of Dysfunction
- 2007: Happy Hallowe’en (nur Download)
- 2008: Existential Baby (nur Download)
- 2010: Mercury (nur Download)
- 2016: Dead Twin Sister (nur Download)
- 2018: Tomorrow Doesn't Always Come (nur Download)